# See You Again (Taurus)
See you again is een livealbum van Taurus. De titel is ontleend aan hun single Meadow (See you again).

## Inleiding
Naar aanleiding van de heruitgave van Illusions of a night in 1989 bleven vragen komen om oud materiaal van Taurus. Dit leidde al tot Works 1976-1981. Met See you again kwamen ook opnamen beschikbaar van optredens in de periode dat de band van drummer wisselde. Dennis Plantenga maakt tijdens de opnamen van Illusions plaats voor Rex Stulp.
In het dankwoord werd opnieuw Wim van Putten vermeld, die de band in 1981 onder de aandacht van het publiek bracht.  

## Musici
- Martin Scheffer – zang, gitaar
- Jos Schild – basgitaar Moog Taurus baspedalen
- Rob Spierenburg – toetsinstrumenten
- Dennis Plantenga – drumstel, percussie (tracks 2-10)
- Rex Stulp – idem (tracks 11-13)

## Muziek
| Nr. | Titel               | Duur |
| --- | ------------------- | ---- |
| 1.  | La croze            | 2.01 |
| 2.  | Robot romance       | 8:12 |
| 3.  | The boatman         | 6:22 |
| 4.  | The gurus           | 6:58 |
| 5.  | Lucia               | 4:40 |
| 6.  | Meadow              | 3:56 |
| 7.  | One for the kingdon | 8:18 |
| 8.  | My will             | 6:50 |
| 9.  | Mountaineer         | 5:12 |
| 10. | The ancient mariner | 4:30 |
| 11. | The three brothers  | 7:46 |
| 12. | Man in the mirror   | 4:25 |
| 13. | Voodoo              | 4:09 |